# Rakotule
Rakotule je naselje u Republici Hrvatskoj, u sastavu Općine Karojba, Istarska županija. Naselje Rakotule sastoji se od više zaselaka: Milići, Kramari, Kuzmi, Martineli, Nadalini, Pupičići, Radoslavi, Donji Pahovići,  Gornji Pahovići(Konobari), Špinovci, Močitada. Središte naselja nalazi se kod župne crkve sv. Roka po kojoj je i cijelo mjesto vjerojatno dobilo ime. 

## Stanovništvo
Prema popisu stanovništva iz 2001. godine, naselje je imalo 234 stanovnika te 69 obiteljskih kućanstava.
| broj stanovnika | 261   | 270   | 278   | 329   | 336   | 361   | 374   | 461   | 426   | 412   | 367   | 303   | 258   | 228   | 234   | 226   | 187   |
|                 | 1857. | 1869. | 1880. | 1890. | 1900. | 1910. | 1921. | 1931. | 1948. | 1953. | 1961. | 1971. | 1981. | 1991. | 2001. | 2011. | 2021. |